# Tala'ea El-Gaish Sporting Club
Tala'ea El-Gaish Sporting Club (en árabe: نادي طلائع الجيش‎) es un equipo de fútbol de Egipto que juega en la Primera División de Egipto, la liga de fútbol más importante del país.

## Historia
Fue fundado en el año 1997 en la capital El Cairo con el nombre El-Geish El-Mazry y es el club que representa al ejército de Egipto, el cual cambiaron en la temporada 2004/05 por el que tienen actualmente. Nunca han sido campeones de la máxima categoría ni tampoco han ganado algún título importante en su historia.
A nivel internacional han obtenido lo que actualmente es su logro más importante, ya que alcanzaron el cuarto lugar en la Liga de Campeones Árabe de la edición 2007/08.

## Participación en competiciones de la UAFA
- Liga de Campeones Árabe: 1 aparición

2007/08 - Cuarto Lugar

## Jugadores
- Actualizado al 14 de noviembre de 2024[3]

### Jugadores destacados
- Abdel Sattar Sabry (2005–10)
- Ernest Papa Arko (2005–12)

## Entrenadores
- Ahmed El-Agouz (?-noviembre de 2016)[4]
- Ahmed Samy (noviembre de 2016-enero de 2017)[4]
- Tarek Yehia (enero de 2017-?)[5]
- Ahmed Samy (?-noviembre de 2017)[6]
- Helmy Toulan (noviembre de 2017-marzo de 2018)[6][7]
- Mohamed Helmy (marzo de 2018-noviembre de 2018)[8][9]
- Luc Eymael (noviembre de 2018-julio de 2019)[10][11]
- Sérgio Farias (julio de 2019-noviembre de 2019)[12][13]
- Tarek Yehia (noviembre de 2019-?)[14]
- Tarek El-Ashri (?-agosto de 2022)[15]
- Alaa Abdel-Aal (agosto de 2022-noviembre de 2022)[15]
- Mohamed Youssef (noviembre de 2022-febrero de 2023)
- Emad El-Nahhas (febrero de 2023-mayo de 2023)
- Abdelhamid Bassiouni (mayo de 2023-)

## Palmarés
Supercopa de Egipto (1): 2020